# Basculement (informatique)
Pour les articles homonymes, voir Basculement.

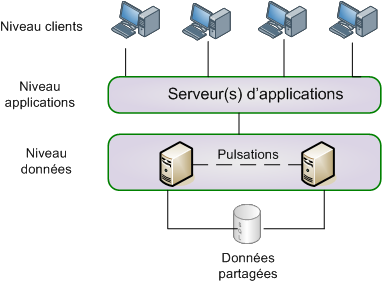
Schéma d'un couple de serveurs permettant le basculement en cas de panne.

Le basculement (en anglais, fail-over qui se traduit par passer outre à la panne) est la capacité d'un équipement à basculer automatiquement vers un  réseau ou un système alternatif ou en veille.

## Caractéristiques
Cette capacité existe pour tout type d'équipement réseau : du serveur au routeur en passant par les pare-feux et les commutateurs réseau (switch). Le basculement intervient généralement sans action humaine et même bien souvent sans aucun message d'alerte. Le basculement est conçu pour être totalement transparent.
Les concepteurs de systèmes prévoient généralement cette possibilité dans les serveurs ou les réseaux qui nécessitent une haute disponibilité (HA=High Availability). Dans certains cas, le basculement automatique n'est pas souhaité et le basculement requiert une action humaine ; c'est ce que l'on appelle automatisation avec approbation humaine.
Il existe deux modes principaux de basculement :
- actif/actif qui s'apparente plus à de l'équilibrage de charge (load-balancing) ;
- et le mode classique couramment répandu, actif/passif où l'équipement secondaire (passif) est en mode veille tant que l'équipement primaire (actif) ne rencontre aucun problème.

Notons enfin que le retour à la situation originelle après correction du problème (en anglais fail-back) est une action manuelle dans la majorité des cas de basculement.